# Iglesia de la Soledad (Huaraz)
La iglesia de la Soledad de Huaraz en Perú fue reconstruida después del terremoto de 1970. El templo alberga la imagen del Señor de la Soledad y se encuentra en el altar mayor, confeccionado en madera de caoba con adornos de pan de oro de 24 quilates. También se encuentran imágenes de María Magdalena y San Sebastián.
El interior de la iglesia está decorado por grandes murales con motivos bíblicos pintados por Teresa Luna y Cossio Marino en el año de 1981. En los espacios laterales hay capillas decoradas y repujadas en pan de oro, las cuales albergan otras imágenes católicas. 
Estudios actuales han demostrado que los españoles no enviaban imágenes completas, solo los rostros de las imágenes. Esto explica por qué el cuerpo del Señor de la Soledad está hecho de maguey, madera que no existe en la península ibérica.
La imagen del Nazareno es una imagen totalmente articulada representando las tres caídas de Cristo camino al Gólgota, el Cristo Yaciente y el Señor de la Resurrección con el que finaliza la representación de Semana Santa.
En mayo se rinde tributo al santo patrón. La fiesta comienza el 1 de mayo y dura hasta el 12 de mayo. Durante los días de celebración la sagrada imagen recorre en procesión las principales calles de Huaraz acompañada por cánticos y oraciones de los devotos. Acompañan la fiesta conjuntos de shacshas, hualquillas, atahualpas, huanquillas de Cajacay, pallas.
Los horarios de las misas son los lunes a sábados a las 7 p. m.. y los domingos a las 7 a. m., 9 a. m., 11 a. m., 5 p. m. y 7 p. m..